# Koppel (natuurkunde)

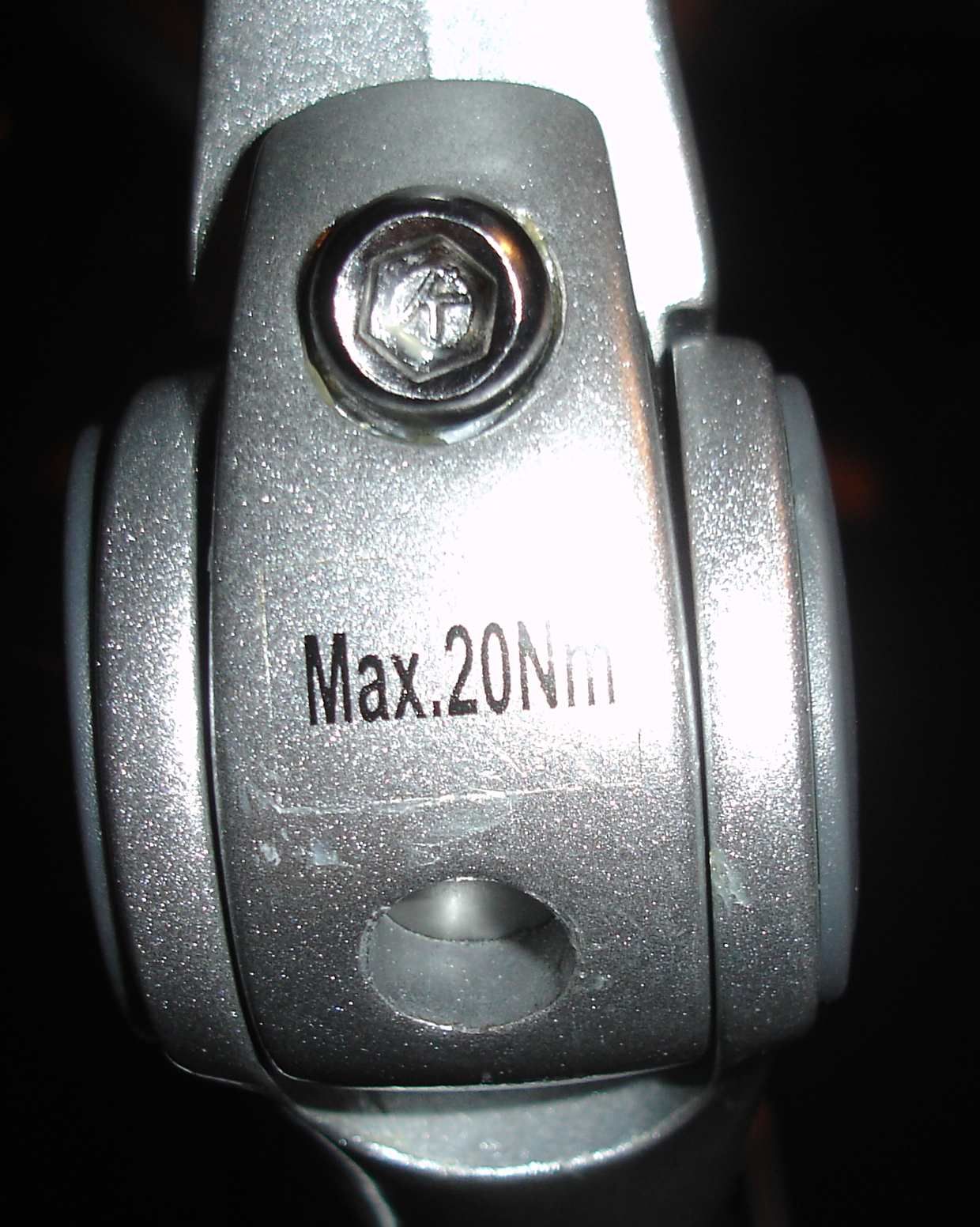
Bij schroeven en moeren staat soms vermeld met welk koppel ze aangezet moeten worden, zoals hier op een fietsstuur.

In de mechanica is een koppel een samenstel van twee even grote maar tegengesteld gerichte krachten waarvan de werklijnen niet samenvallen. Als zo'n koppel op een voorwerp aangrijpt, veroorzaakt het alleen een rotatie en geen translatie (verschuiving) van het voorwerp. De afstand tussen de beide werklijnen wordt de arm van het koppel genoemd.
De grootte τ van een koppel heet het koppelmoment en is gelijk aan de kracht F maal de arm r. Als de kracht gemeten is in newton (N) en de arm in meter (m), wordt het koppelmoment uitgedrukt in newtonmeter (Nm). Omdat een koppel een draaiing bewerkstelligt in het vlak van de werklijnen, en daarbij nog twee draairichtingen kan hebben, is een koppel richtingsafhankelijk. Een koppel wordt, evenals kracht en arm, voorgesteld door een vectorgrootheid, afhankelijk van kracht en arm:
{\displaystyle {\boldsymbol {\tau }}=\mathbf {r} \times \mathbf {F} .}
Voor de grootte van het koppelmoment geldt:
{\displaystyle \tau =\|\mathbf {r} \|\cdot \|\mathbf {F} \|.}

## Voorbeeld
De werking van een koppel kan geïllustreerd worden aan de hand van een kruissleutel, waarbij men met twee handen aan de sleutel een wielmoer van een autowiel aandraait. Met beide handen wordt een gelijke doch tegengesteld gerichte kracht uitgeoefend. Maar ook met andere instrumenten, zoals een schroevendraaier, wordt een koppel uitgeoefend. Sommige schroevendraaiers kunnen op een bepaald koppel worden ingesteld.